# Rue Saint-Laurent
Die Rue Saint-Laurent ist eine Straße im Quartier Porte Saint-Denis und im Quartier Porte Saint-Martin des 10. Arrondissements in Paris, nahe dem dortigen Bahnhof, des Gare de l’Est, und der Kirche Saint-Laurent.

## Lage
Die Rue Saint-Laurent beginnt auf der Höhe der Nr. 127 in der Rue du Faubourg-Saint-Martin und endet auf der Höhe der Nr. 72 des Boulevard de Magenta. Sie kreuzt in ihrem Verlauf den Boulevard de Strasbourg. Die Straße mit einer Breite von 12 Metern und einer Länge von 150 Metern wird auf beiden Seiten von Wohn- und Hotelgebäuden begrenzt.

## Namensursprung
Die Straße hat ihren Namen vom ehemaligen Enclos Saint-Laurent durch dessen Gelände sie verläuft und von der Kirche Saint-Laurent in der Nähe.

## Geschichte
Ehemals wurde die Straße Rue Neuve-Saint-Laurent bzw. als Ruelle Saint-Denis bezeichnet.
Vor der Eröffnung des Boulevard de Magenta verband die Straße das Couvent des Récollets im Enclos Saint-Lazare, Rue du Faubourg-Saint-Denis und durchlief den Enclos. Die Verordnung vom 19. Dezember 1855 anlässlich der Eröffnung des Boulevard de Magenta erklärte den Teil zwischen dem Boulevard de Strasbourg und der Rue du Faubourg-Saint-Denis für im öffentlichen Interesse liegend.
Während der Französischen Revolution hieß das Faubourg Saint-Laurent « Faubourg-du-Nord ».